# Елачич, Гавриил Александрович
Гавриил Александрович Елачич (1894—1941) — русский поэт, прозаик, публицист, журналист; эзотерик.

## Биография
Родился 29 марта (10 апреля) 1894 года. Отец — Александр Францевич Елачич (1847—1916); мать — София Кирилловна, урождённая Холодовская (1851—1929) — родная тётя композитора И. Ф. Стравинского. Был младшим в семье, где были ещё четыре сына: Николай (1872—1938), Сергей (1874—1940), Михаил (1877—1922), Евгений (1882—1944).
В начале Первой мировой войны был призван в армию; произведён в прапорщики, с зачислением по армейской пехоте. Приказом по армии и флоту от 30.05.1917 был произведён в подпоручики со ст. с 1.05.1916. Затем — поручик Гвардейского Московского полка[уточнить].
Увлёкся оккультизмом, был учеником ведущего российского оккультиста Григория Мёбеса. В кружке Мёбеса познакомился со своей будущей женой поэтессой Ниной Рудниковой (1890—1940), с которой выпустил поэтический сборник «Люцифер и Антихрист» (1915).
После революции участвовал в Белом движении. Был офицером Северо-Западной армии, комендантом района имения Лединки под Петроградом. После наступления Красной армии Елачич вместе с женой бежал в Эстонию — в Нарву, оттуда — в Таллин. Спустя некоторое время в Эстонию привезли и их маленьких дочерей.
В Эстонии Елачич с женой вошли в кружок артистов и художников «Чёрная роза». Г. Елачич стал постоянным сотрудником русскоязычной газеты «Свобода России» и её преемниц — «Свободная Россия», «За свободу России», «Последние известия». Публиковал очерки с фронта (за что получил прозвище «летописец армии Юденича»), стихи, рассказы. Печатался в эстонских журналах русской эмиграции. Одна из самых заметных публикаций этого периода — венок сонетов «Светлая песнь», напечатанная в журнале-альманахе «На чужбине».
После развода с женой в 1921 году переехал в Белград, куда также приехал его брат Евгений с семьёй. Дети Гавриила Елачича остались с матерью в Эстонии.
В Югославии он повторно женился. Детей у них не было. Как писал знакомый с Елачичем поэт-эмигрант Юрий Софиев:

Это было добрейшее и доброжелательное к людям существо, умное и образованное, больное туберкулёзом и обладавшее милой, тоже чахоточной, женой.
писал очень грамотные лирические и мистические стихи, вызывавшие одобрение у белградских слушателей, но в русской белградской прессе его не печатали, так же как и нас. Нам казалось, что гораздо острее и ярче были его сатирико-юмористические пьесы. В свое время он печатал их, как мне помнится, в «Сатириконе». Подписывал он их псевдонимом Якубмуа. И, по его словам, именно Якубмуа принес Елачичу некоторую известность ещё в Петрограде.

Входил в кружок «Гамаюн», «Союз ревнителей чистоты русского языка», «Союз русских писателей и журналистов в Югославии»; участвовал в деятельности русского любительского театра.
Погиб вместе с женой 6 апреля 1941 года во время первой же бомбардировки Белграда немецкой авиацией.